# Michael Scott-Joynt
Michael Charles Scott-Joynt (* 15. März 1943 in Bromley, Kent; † 27. September 2014) war ein britischer Geistlicher. Er war von 1995 bis 2011 Bischof von Winchester, einer von fünf Seniorbischöfen in der Church of England, und bis 2011 auch Prälat des Hosenbandordens. Zuvor war er seit 1987 als Bischof von Stafford in der Diözese von Lichfield tätig und davor als Kanoniker in der Abtei von St Albans.

## Ausbildung und Laufbahn

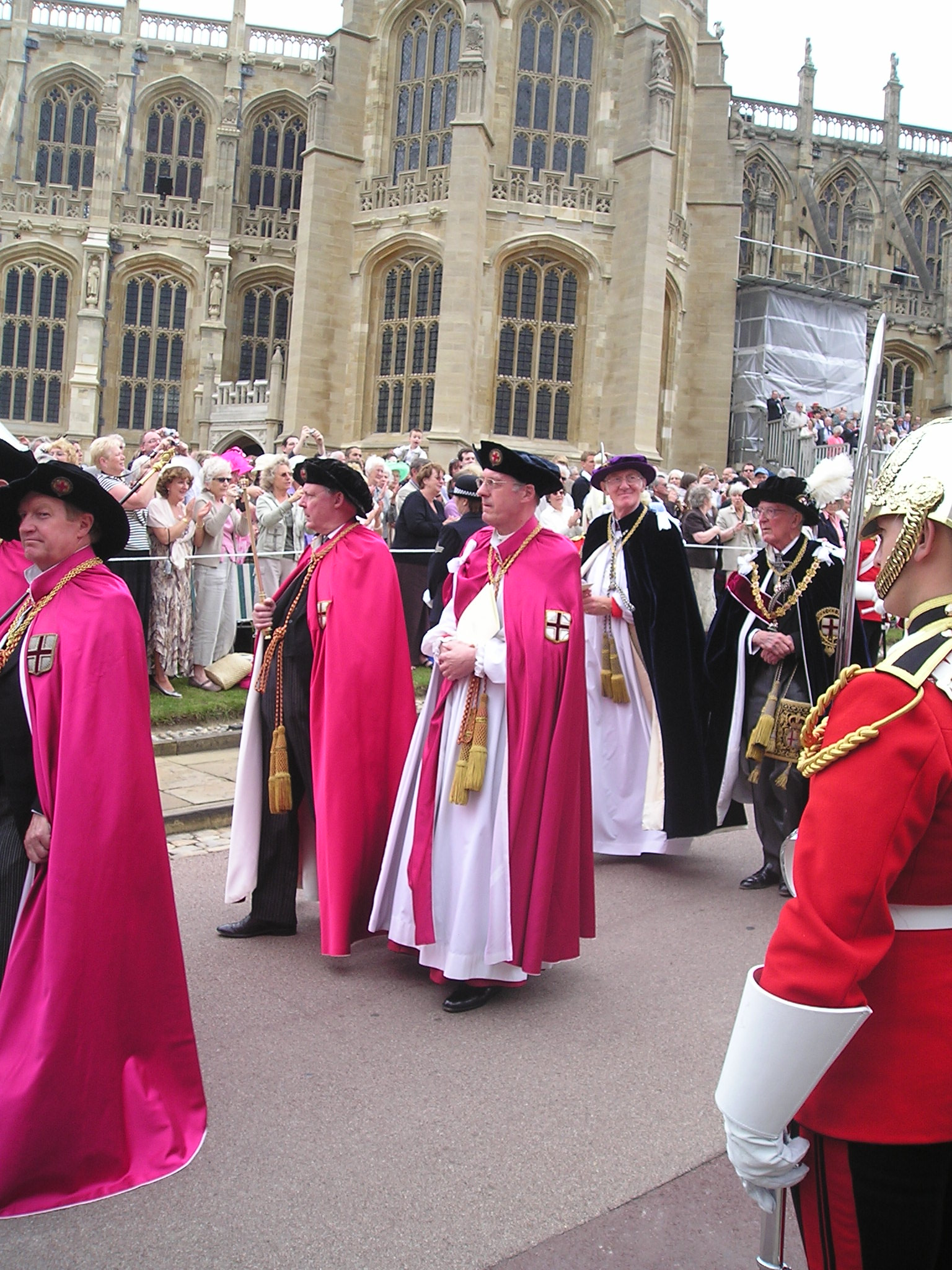
Michael Scott-Joynt (2. v. r.) in der jährlichen Prozession des Hosenbandordens in Windsor Castle (2006)

Scott-Joynt besuchte das King’s College, an welchem er 1965 einen Bachelor of Arts und 1968 einen Master of Arts machte. Er besuchte auch das Cuddesdon Theological College.
1967 wurde er zum Diakon geweiht und 1968 zum Priester der Church of England.
Von 1967 bis 1970 war er Vikar in Cuddesdon und 1967 bis 1971 Tutor am Cuddesdon College. Anschließend war er von 1971 bis 1972 Kaplan von Cuddesdon.
1972 bis 1975 war er Team Vicar von Newbury, 1975 bis 1979 verantwortlicher Priester in Caversfield, dann in Bicester und von 1976 bis 1979 in Bucknell. Er war Pfarrer des Dekanats von Bicester von 1979 bis 1981, Landdekan von Bicester und Islip von 1976 bis 1981, Kanoniker von St. Albans und von 1982 bis 1987 verantwortlich für die Ausbildung der Priesteramtskandidaten und die innerkirchliche Aus- und Fortbildung in der Diözese von St Albans.
Er war von 1987 bis 1995 als „Bischof von Stafford“ Suffraganbischof in der Diözese Lichfield der Church of England. 1995 wurde er als Nachfolger von Colin Clement Walter James zum Bischof von Winchester ernannt. Im Mai 2011 ging er in den Ruhestand. Sein Nachfolger wurde Tim Dakin.
Scott-Joynt heiratete 1965 Louise White. Sie bekamen zwei Söhne und eine Tochter.

## Öffentliches Wirken
Er erregte Aufsehen mit einigen seiner freimütigen Meinungsäußerungen. Seine Predigt an Weihnachten 2001 trug den Titel Der Terror ist ein Urteil Gottes über uns. Darin nannte er die Ereignisse vom 11. September, „so grausam und böse, wie sie waren“, einen Richterspruch über die Steigerung des Lebensstandards der Industrienationen auf Kosten der Armen weltweit, und verurteilte die Nahostpolitik der westlichen Nationen. Er war auch einer von 52 britischen Bischöfen, die in einem offenen Brief zu einer Reform der Gesetze über den  Waffenexport aufriefen.
2000 saß er einem Komitee der Church of England vor, das auf eine Aufhebung des Verbotes der Wiederverheiratung Geschiedener, deren früherer Ehepartner noch lebte, drängte. Der Bericht bestand darauf, dass die Church of England ihre Position nicht aufgibt, dass eine Ehe an sich unauflöslich ist, aber die Tatsache anerkennt, dass bei vielen in der Gesellschaft die Ehen bereits bedeutungslos geworden sind.
Scott-Joynt unterstrich dennoch, dass das nicht unbedingt den Weg freimache für Charles, Prince of Wales, um Camilla Parker Bowles zu heiraten. Im Fall von Charles und Camilla Parker-Bowles folgte auf die standesamtliche Trauung ein Gottesdienst mit Segnung in der St George's Chapel.
2003 unterschrieb er einen offenen Brief als einer von 17 Bischöfen der Church of England, die die Nominierung von Jeffrey John, einem offen homosexuellen Priester, der in einer festen Beziehung lebte, als Weihbischof von Reading ablehnten.
Scott-Joynt war einer der bekanntesten Gegner der Rechte von Homosexuellen; zum Beispiel stimmte er gegen den Equality Act (Sexual Orientation) Regulations im House of Lords, weil er die Glaubensüberzeugungen der Kirche nicht genügend berücksichtige, und erklärte, er werde diejenigen Angehörigen des Klerus in seiner Diözese eindringlich befragen, die eine Zivilpartnerschaft eingehen.
2008 bekräftigte Scott-Joynt nochmals die 1991 vom House of Bishops getroffene Entscheidung, dass Christen, die in einer gleichgeschlechtlichen Beziehung leben, zwar willkommene Mitglieder der Gemeinde seien, jedoch keine Führungspositionen innerhalb der Kirchenverwaltung erhalten sollten. „Ich sehe keine Zukunft für die anglikanische Gemeinschaft und für die Church of England, wenn diese Lehre aufgegeben wird.“
2010 kritisierte Scott-Joynt, dass „weitverbreitete Gier verantwortlich sei für die wirtschaftliche Rezession“. Außerdem verurteilte er die Angriffe der israelischen Armee auf die im Gaza-Streifen lebenden Palästinenser.

## Mitgliedschaft im House of Lords
Scott-Joynt gehörte dem House of Lords von 1995 bis 2011 an. Zu seinen politischen Interessensgebieten zählte Scott-Joynt das Erziehungswesen, Kommunalpolitik, die Bekämpfung von Armut, Öffentliche Wohlfahrt und Fragen von Ehe und Geschlechterrollen. Von besonderem Interesse für ihn waren auch die Länder Uganda, Ruanda, Burundi, Kongo und Burma.
Seit 2008 war er Schatzmeister der Great Lakes Region and Genocide Prevention Group.

## Titel/Anreden
- Michael Scott-Joynt, Esq. (1943–?)
- The Revd. Michael Scott-Joynt (?–?)
- The Revd. Canon Michael Scott-Joynt (?–1987)
- The Rt. Revd. Michael Scott-Joynt (1987–)